# Туйетас
Туйетас (каз. Түйетас) — село в Байдибекском районе Туркестанской области Казахстана. Входит в состав Боралдайского сельского округа. Находится примерно в 53 км к юго-востоку от районного центра, села Шаян. Код КАТО — 513645900.

## Население
В 1999 году население села составляло 624 человека (331 мужчина и 293 женщины). По данным переписи 2009 года, в селе проживало 660 человек (332 мужчины и 328 женщин).